# ساتوشي كوغا
ساتوشي كوگَ (باليابانية: 古賀 聡) (12 فبراير 1970 في يوكوهاما في اليابان – )؛ هو لاعب كرة قدم ياباني سابق كان يلعب كلاعب وسط.

## وصلات خارجية
- ساتوشي كوغا على موقع رابطة كرة القدم اليابانية للمحترفين (اليابانية)
- ساتوشي كوغا على موقع قاعدة بيانات كرة القدم.إي يو (الإنجليزية)
- ساتوشي كوغا على موقع عالم كرة القدم.نت (الإنجليزية)